# Reelin
Reelin je veliki vanstanični glikoprotein čija je uloga regulacija radijalne migracije neurona prilikom razvoja središnjeg živčanog sustava. U razvijenom središnjem živčanom sustavu Reelin potpomaže sazrijevanje dendrita, modulaciju sinaptičke transmisije i plastičnosti, a ima važnu ulogu u regulaciji mnogih bioloških procesa. RELN gen zaslužan je za kodiranje Reelin proteina, te se u ljudi nalazi na kromosomu 7, a kod miševa na kromosomu 5.
Reelin ima potencijalne patološke učinke u nizu neurodegenerativnih bolesti, te postoje istraživanja koja ukazuju na smanjenu ekspresiju Reelina u prefrontalnom korteksu, hipokampusu i malom mozgu kod pacijenata oboljelih od shizofrenije. Smanjena ekspresija ovog proteina također je zamijećena kod autizma i Alzheimerove bolesti, te Reelin ima moguću ulogu u patofiziologiji različitih bolesti.

## Struktura
Reelin se sastoji od 3461 aminokiselina, a relativna molekulska masa iznosi približno 388 kDa. Trodimenzionalna kristalna struktura cijelog proteina nije zasad otkrivena, no poznata je kristalna struktura ponavljajućih regija R3, R5 i R6.
Protein sadrži signalnu sekvencu dugu 27 aminokiselina na N-terminalnom kraju, nakon čega slijedi regija nalik na spondin-1 i H regija. H regija specifična je za Reelin i se dijeli na X, Y i Z subregije. U strukturi Reelina javlja se ponavljajućih regija – Reelin ponavljanja (R1-R8) (6). Svako od ponavljanja sadrži subregiju A, motiv nalik na epidermalni faktor rasta i subregiju B, koji zajedno formiraju oblik kondenziranu trodimenzionalnu strukturu nalik potkovi. Protein završava sa C-terminalnom regijom duljine 32 aminokiseline.
Reelin sadrži dva specifična mjesta, neposredno nakon 2. i 6. Reelin ponavljanja, na koje djeluju metaloproteaze i cijepaju protein na tri velika fragmenta – N-terminalni, središnji i C-terminalni fragment. Središnji fragment dovoljan je za aktivaciju unutarstaničnih signalnih puteva, no dokazano je kako je učinak cjelovitog proteina značajno jači zato što N-terminalna regija potiče agregaciju, a C-terminalna regija potiče ispravno smatanje proteina.

## Funkcija
Ekspresija Reelin-a je uočljiva kod svih stadija razvoja živčanog sustava u čovjeka, no najvažniju ulogu ima tokom embrionalnog razvoja, gdje je zaslužan za regulaciju neuralne migracije. U ranijem i kasnijem post-natalnom razvoju čovjeka, Reelin je zaslužan za sazrijevanje dendrita, oblikovanje sinaptičke plastičnosti i transmisije te samog stvaranja sinapsi. 
Reelin se može vezati na mnogo receptora, no najbolje istraženi i opisani receptori su ApoER2 (Apolipoprotein E receptor 2) te VLDLR (engl. “very low density lipoprotein receptor”), na koje se veže sa izrazito visokim afinitetom. Prilikom vezanja središnje regije na receptor, dolazi do internalizacije liganda te pokretanja signalne kaskade unutar stanice. Signal započinje fosforilacijom aminokiselinskih ostataka tirozina na unutarstaničnom adapter proteinu Dab-1 (engl. “Disabled-1”) uz pomoć kinaza Fyn i Src, te ovisno u kojem je razvojnom stadiju živčani sustav, aktiviraju se ostale molecule.
Do sada su najbolje opisana tri signalna puta u kojem aktivno sudjeluje Reelin: signalizacija za neuralnu migraciju tokom embrionalnog razvoja, signalizacija tokom ranog post-natalnog razvitka za razvoj dendrita te signalizacija tokom adultnog razvitka prilikom oblikovanja sinapsi.